# Don Beyer

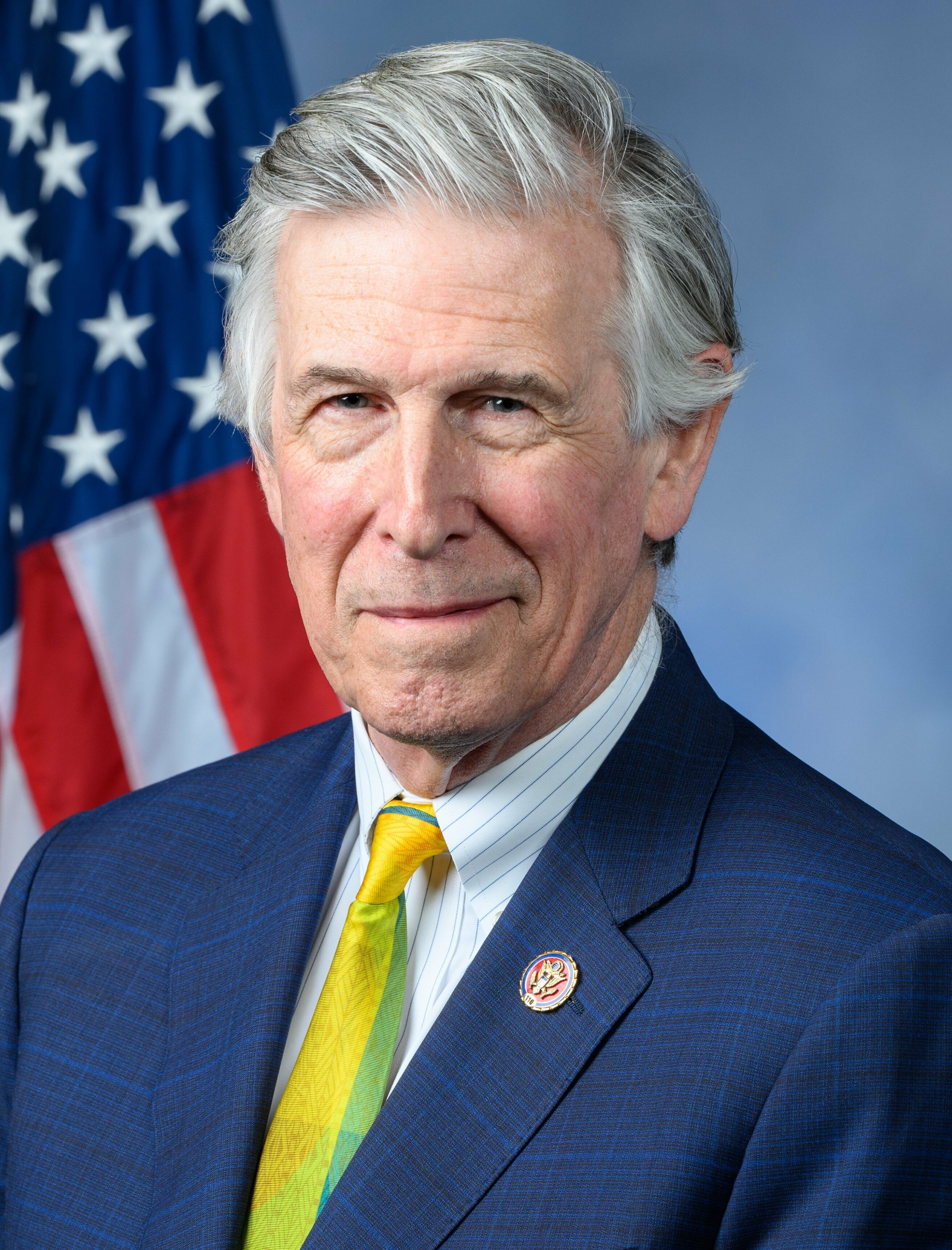
Don Beyer 2023.

Donald Sternoff (Don) Beyer, Jr., född 20 juni 1950 i Fria territoriet Trieste, är en amerikansk demokratisk politiker och diplomat. Han var Virginias viceguvernör 1990–1998 och USA:s ambassadör i Bern 2009–2013.
Beyer utexaminerades 1972 från Williams College. År 1989 valdes han till viceguvernör. Efter två mandatperioder i det ämbetet kandiderade han 1997 utan framgång i guvernörsvalet i Virginia.
President Barack Obama utnämnde Beyer till USA:s ambassadör i Bern efter valsegern i presidentvalet 2008. Beyer hade donerat pengar till Obamas valkampanj redan i ett tidigt skede.